# Anders Giske
Anders Giske (Kristiansund, 22 novembre 1959) è un dirigente sportivo ed ex calciatore norvegese, di ruolo difensore.

## Biografia
È il padre di Madeleine Giske.

## Carriera

### Giocatore

#### Club
Giske iniziò la carriera con le maglie di Brann e Lillestrøm. Tornò poi al Brann, prima di trasferirsi in Germania. In questo paese, vestì le casacche di Norimberga (in due diversi periodi), Bayer Leverkusen e Colonia. Tornò poi al Brann, per chiudere la carriera.

#### Nazionale
Giske giocò 12 partite per la Norvegia under 21, con 3 reti all'attivo. Debuttò il 30 maggio 1978, nella vittoria per 1-0 sull'Islanda under 21. Il 31 ottobre 1979 realizzò il primo gol, nella vittoria per 2-1 sul Portogallo under 21.
Vestì in 38 circostanze la maglia della Nazionale maggiore. Esordì il 14 novembre 1979, nel pareggio per 1-1 contro la Germania Ovest.

### Dopo il ritiro
Dopo aver abbandonato l'attività agonistica, fu dirigente del Sogndal e del Brann.